# 2001-es wimbledoni teniszbajnokság
A 2001-es wimbledoni teniszbajnokság az év harmadik Grand Slam-tornája, a wimbledoni teniszbajnokság 115. kiadása volt, amelyet június 25–július 9. között rendeztek meg. A férfiaknál a horvát Goran Ivanišević, a nőknél az amerikai Venus Williams nyert.

## Döntők

### Férfi egyes
Goran Ivanišević -  Patrick Rafter 6-3 3-6 6-3 2-6 9-7

### Női egyes
Venus Williams -  Justine Henin 6-1 3-6 6-0

### Férfi páros
Don Johnson /  Jared Palmer -  Jiří Novák /  David Rikl 6-4 4-6 6-3 7-6(6)

### Női páros
Lisa Raymond /  Rennae Stubbs -  Kim Clijsters /  Szugijama Ai 6-4 6-3

### Vegyes páros
Leoš Friedl /  Daniela Hantuchová -  Mike Bryan /  Liezel Huber 4-6 6-3 6-2

## Juniorok

### Fiú egyéni
Roman Valent –  Gilles Müller, 3–6, 7–5, 6–3

### Lány egyéni
Angelique Widjaja –  Gyimara Szafina, 6–4, 0–6, 7–5

### Fiú páros
Frank Dancevic /  Giovanni Lapentti –  Bruno Echagaray /  Santiago González, 6–1, 6–4

### Lány páros
Gisela Dulko /  Ashley Harkleroad –  Christina Horiatopoulos /  Bethanie Mattek, 6–3, 6–1